# Козловка (Порецкий район)
Козло́вка (чув. Козловка) — село в Порецком районе Чувашской Республики России. Административный центр Козловского сельского поселения.
День села проходит в православный праздник Тихвинской иконы Божией Матери, который является престольным в Козловке.

## География
Расположено на левом берегу реки Суры, в 8 км к северу от села Порецкого и в 115 км к юго-западу от Чебоксар.

## История
Первое летописное упоминание о Козловке относится к 1621 году — село упоминается в писцовой книге Алатырского уезда, составленной воеводой Василием Змеевым.
В 1829 году на средства дворянки Пелагеи Яковлевны Агафонниковой в селе был построен храм Богоявления Господня, который имеет три престола: Богоявления Господня, Божьей матери Тихвинской, святого Архангела Михаила. Храм является действующим.

## Население
| 2010 | 2012 |
| ---- | ---- |
| 258  | →258 |

Национальный состав: русские — 90%.

## Транспорт
Козловка соединена с райцентром и близлежащими деревнями асфальтированной дорогой. Курсируют рейсовые автобусы.